# Esquí alpino

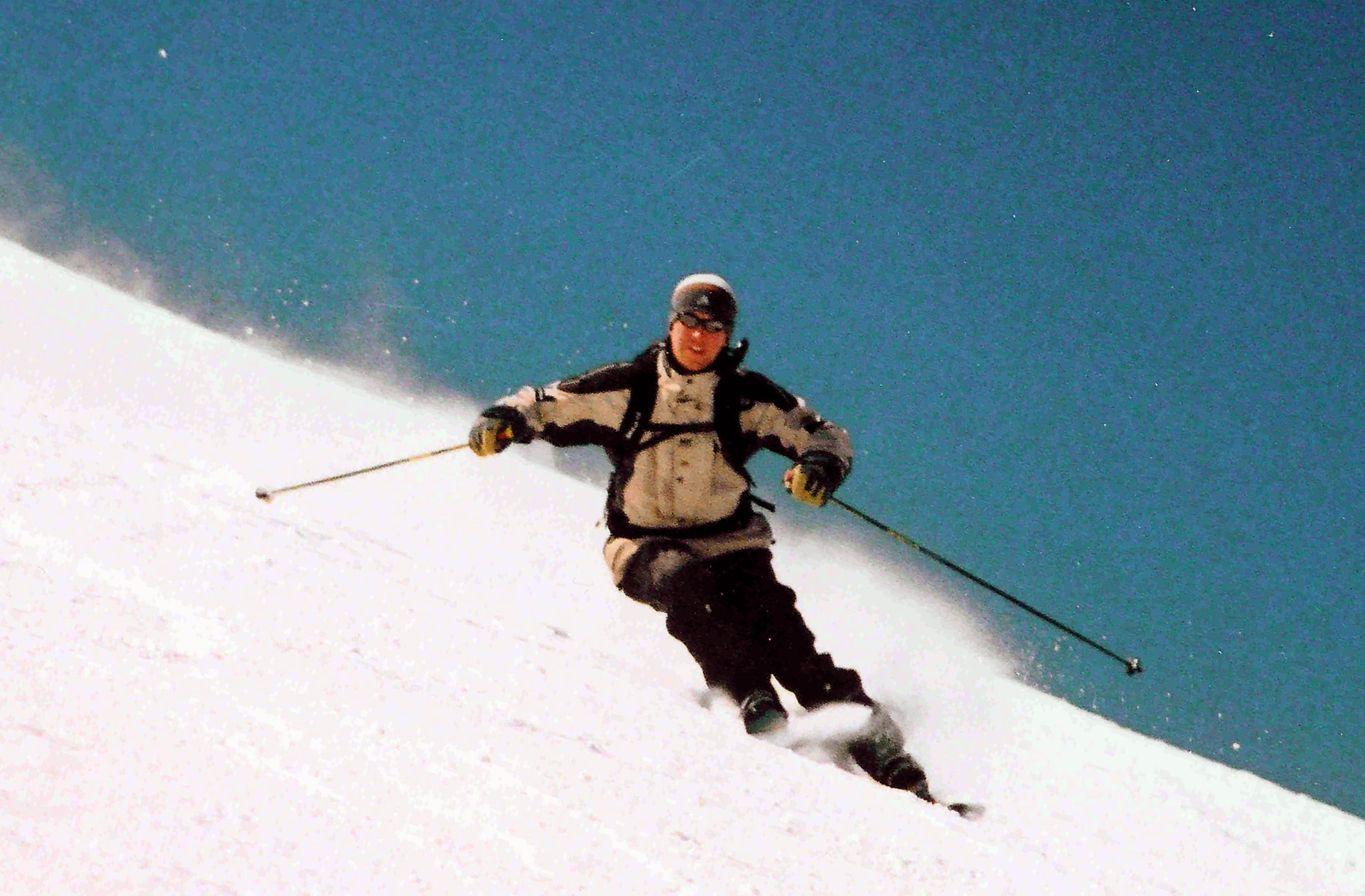
Esquí alpino en Grande Motte, Val d'Isere, Francia.

El esquí alpino es una de las modalidades del deporte conocido como esquí. Comenzó a practicarse en los Alpes, de ahí que reciba este nombre. En las competiciones el objetivo es realizar el descenso en el menor tiempo posible, siguiendo un trazado sinuoso marcado por unas balizas especiales llamadas puertas.
El Campeonato Mundial de Esquí Alpino se disputa desde 1931 y la Copa del Mundo de Esquí Alpino desde 1966. Por su parte, el esquí alpino se incorporó al programa de los Juegos Olímpicos en 1936.

## Historia
El esquí moderno se atribuye a Sondre Nordheim, creador de la técnica Telemark, haciendo de esta actividad una nueva modalidad deportiva. Gracias al fenómeno de la emigración, dejaría de ser una actividad exclusiva de los países nórdicos y alpinos.[cita requerida]
El ejército también tuvo que ver con la evolución de este deporte, ya que se crearon batallones de montaña, introduciéndose cambios en las sujeciones, cuña, fijaciones e incluso se colocaron los cantos metálicos en el año 1930.[cita requerida]
A partir del año 1950, siguieron apareciendo nuevas mejoras técnicas, como la puntera de seguridad o esquíes más cortos. Las mejoras en el material y la aparición de estaciones de esquí hicieron crecer la afición de la práctica del esquí e incrementar el número de aficionados de este deporte en el mundo.[cita requerida]
Ya en el siglo XXI siguieron apareciendo nuevos materiales, nuevas técnicas y nuevos diseños en los esquíes, como el carving. Las estaciones de esquí también siguieron mejorando sus servicios para ofrecer más seguridad y mejor nieve durante más tiempo con nuevos remontes especiales para debutantes, telesillas desembragables, mejores sistemas de innivación artificial y mejor maquinaria para el acondicionamiento de las pistas.[cita requerida]

### Historia del esquí en España
En España, la afición a esta actividad llegó sobre el año 1903, empezándose a practicar en el Puerto de Navacerrada, en Madrid. Años más tarde, grupos de aficionados, autodidactas en su mayoría, practicaban este deporte en La Molina, en Candanchú, en Valgrande-Pajares, en Sierra Nevada, en Puerto de Navacerrada y en otros lugares que más tarde se convertirían en estaciones de esquí.[cita requerida]
Durante la guerra civil española, ambos bandos crearon unidades militares de esquiadores, donde se entrenaba a los soldados en el uso de los esquís. Tras la guerra, en 1939, se reanudó la práctica del esquí entre los aficionados, pero el material era casi inexistente, reduciéndose al producido por algunos artesanos.[cita requerida]
Dos años más tarde, en 1941, se fundó la Federación Española de Esquí (anteriormente, ya se había creado la Federación Catalana de Deportes de Invierno o FCEH), provocando un crecimiento en la afición de este deporte y en el nivel de los aficionados, gracias a la llegada de especialistas del deporte venidos del centro de Europa. En 1943, se inauguró el primer remonte mecánico de toda España, en la estación de La Molina.[cita requerida]
Un grupo de diplomados y aficionados provenientes de la Escuela Militar de Montaña de Jaca crearon la escuela de esquí de Candanchú en 1958, convirtiendo todo el valle de Aragón en una zona en la que la afición a este deporte creciese ampliamente.[cita requerida]
En 1961, se crea la Compañía de Esquiadores Escaladores de Viella del Ejército de Tierra, trasladada en 2000 a Jaca. Esta unidad dispone de los medios materiales e instrucción adecuados equiparables a los de cualquier otra unidad moderna de esquiadores.

## Material de esquí alpino
El equipo básico, aunque con algunas variaciones, es similar para todas las formas de esquí. Los esquíes están fabricados con franjas de madera, metal o materiales sintéticos, que permiten acoplarse a unas botas diseñadas para ello. La unión se consigue a través de unos dispositivos llamados ataduras o fijaciones, que permiten regular la fuerza del enganche. La superficie de la suela del esquí es de materiales muy resistentes y deslizantes, y se mantienen con la aplicación de ceras especiales que aumentan la velocidad de deslizamiento, dependiendo de las condiciones de la nieve. Los esquíes son de distinta longitud, de acuerdo con la altura. Su anchura también varía desde 7 hasta 10 cm en el extremo delantero (espátula), se estrechan ligeramente hacia el centro y vuelven a ensancharse un poco hacia el extremo trasero (cola). La espátula suele estar curvada hacia arriba, para evitar clavarse en la nieve. Los esquíes de la modalidad alpina son más cortos y anchos que los utilizados para la modalidad de fondo.[cita requerida]

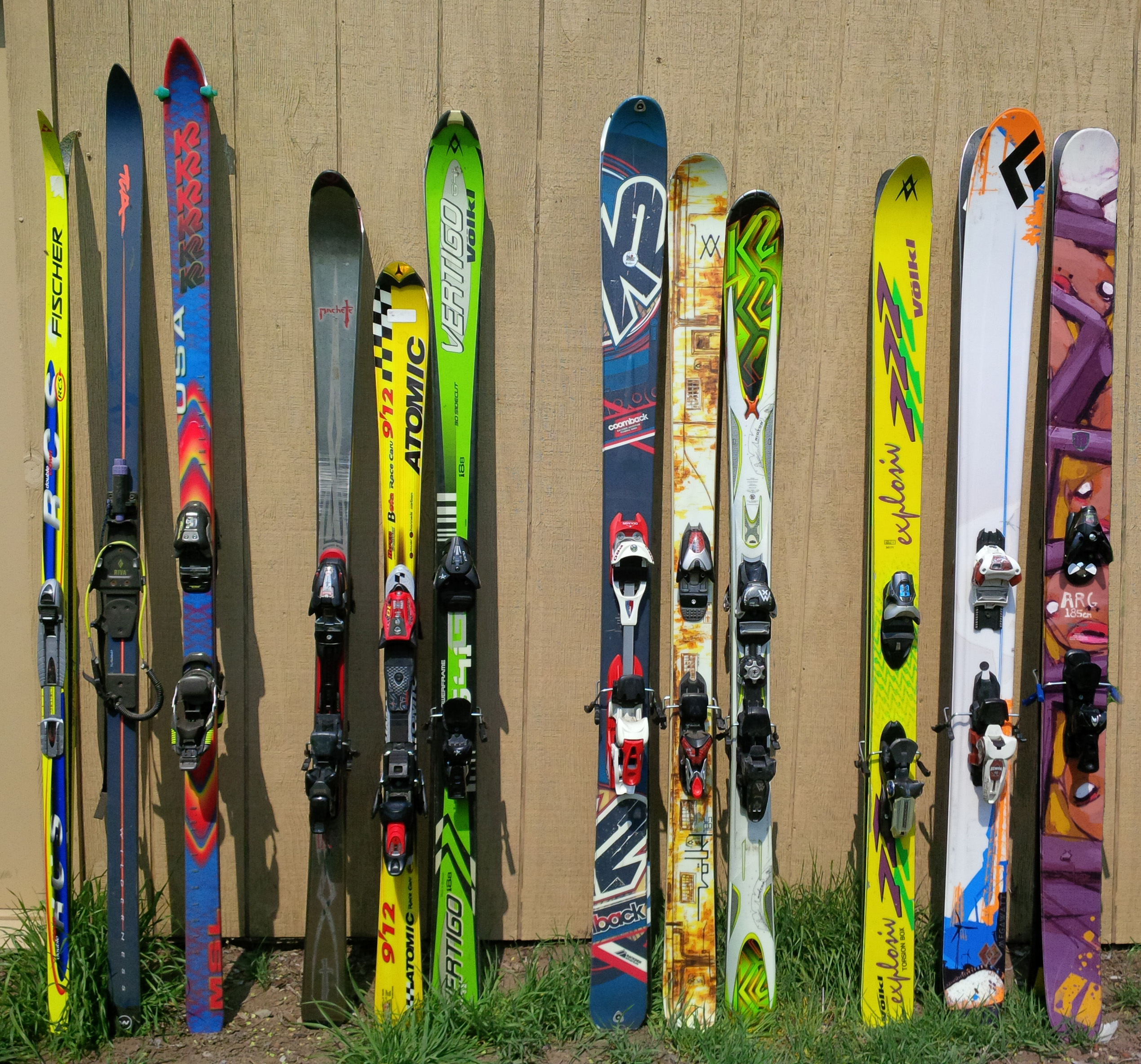
Cuatro grupos de distintos tipos de esquí, de izquierda a derecha:
1. Sin sidecut: cross-country, telemark y montañismo
2. Parabólico
3. Doble punta
4. Para nieve en polvo

Las botas, de suela plana, son una parte importante del equipo; para el esquí alpino, se usan botas de cuero rígido o plásticos especiales y para el esquí nórdico se utilizan materiales más ligeros y flexibles con la parte superior de cuero o nailon. 
La fijación es un dispositivo que se utiliza para conectar la bota del esquiador al esquí. El propósito de la fijación es permitir que el esquiador permanezca conectado al esquí, pero si el esquiador se cae, la fijación puede liberar de manera segura el esquí para evitar lesiones. Hay dos tipos de fijaciones: el sistema de talón y puntera (step-in) y el sistema de fijación de placa.
En la modalidad alpina, las fijaciones sujetan las botas por la puntera y el talón con unos mecanismos que proporcionan flexibilidad y seguridad, y saltan en caso de caída, permitiendo que se desenganche la bota. Para el esquí de fondo, se enganchan solo en la puntera, dejando libre el talón para permitir el movimiento arriba y abajo en la zancada. 
Los bastones —que suelen tener una longitud entre 1,2 y 1,5 m— se usan para mantener el equilibrio y facilitar los movimientos. Están hechos de un tubo ligero, de metal o de fibra, y tienen puños y correas para facilitar el agarre, así como un pequeño disco en la punta para apoyarse en la nieve.[cita requerida]

## Especialidades de esquí alpino

### Descenso
La competición
La competición consta de tres días. En el primero, los participantes examinan la pista y el trazado para conocer las características generales. El segundo día, los competidores tienen derecho a hacer una bajada de entrenamiento por el mismo trazado en que se celebrará la competición. El tercer día se celebra la competición en sí misma. Los tiempos están habitualmente entre 1:30 (minuto y medio) y 2:30.[cita requerida]
La pista
La pista de descenso debe estar homologada por la Federación Internacional de Esquí (FIS) y debe estar completamente vallada para impedir la entrada a toda persona ajena a la competición y para garantizar la integridad de los participantes en caso de caída. Desde 2003 (aproximadamente), la FIS obliga a los organizadores a "pintar" líneas azules para guiar a los esquiadores y para que puedan ver el relieve de la pista en zonas con sombra. La nieve blanda puede ser peligrosa, por las posibles acumulaciones de nieve que puede provocar. Por esta razón, los organizadores utilizan productos químicos o riegan (literalmente) la pista para endurecerla. Las puertas utilizadas son todas del mismo color (normalmente rojas, aunque en ocasiones azules) y las banderas son de un tamaño mayor que en las otras disciplinas, para facilitar la visión de los competidores.[cita requerida]
Equipamiento
El uso del casco es obligatorio en cualquier competición de esquí alpino. Los esquíes utilizados deben tener una medida mínima de 215 cm para hombres y de 210 cm para mujeres (aunque pueden llegar a medir 225 cm) y con un radio de giro no inferior a 45 m. Estos largos esquíes se caracterizan también por tener la espátula menos levantada, para ser más aerodinámicos. El incumplimiento de alguna de estas reglas supone la descalificación del competidor. Además, los palos utilizados son curvados para que se acoplen mejor al cuerpo cuando se vaya en posición de "huevo", con la que pueden llegar a alcanzar los 140-150 km/h (schuss).[cita requerida]
El descenso en el circuito de copa del mundo
Los descensos son las pruebas más seguidas del circuito de la copa del mundo. Los más prestigiosos son el descenso de Kitzbühel (Austria), más conocido como la Hahnenkamm; el descenso de Wengen (Suiza), con un trazado de 4,4km muy exigente, y el que se celebra en Bormio (Italia).[cita requerida]

### Supergigante
Fue introducido en el circuito de copa del mundo en 1982. El Supergigante (Súper Gigante) mezcla velocidad y precisión, combinando la velocidad del Descenso (aunque más corto) y el trazado de un Eslalon Gigante. Al igual que en el Descenso, únicamente se realiza una bajada y el ganador es el que lo hace en menos tiempo.[cita requerida]
Equipamiento
Para aumentar la seguridad de los participantes, la FIS estableció en la temporada 2003-2004 que los esquíes debían medir como mínimo 205 cm para hombres y 200 cm para mujeres. El radio de giro mínimo para los esquíes de Súper Gigante es de 33 m.

### Eslalon Gigante
Reduciendo las distancias entre puertas a una distancia mínima de 5 metros y con menos puertas que el eslalon -se exige un mínimo de 30 puertas- el trazado precisa de giros más cerrados que las pruebas de velocidad. Se realizan dos descensos por recorridos con diferentes trazados durante el mismo día. El ganador es aquel cuya suma de ambos tiempos sea menor.
Equipamiento:
La invención de los esquís carving acortó mucho las medidas de los esquís de Gigante. Para incrementar la seguridad, en la temporada 2003-2004 la FIS incrementó el radio de giro hasta los 21 metros y estableció que la medida mínima de los esquís debían ser de 185 cm para hombres y 180 cm para mujeres. No obstante, para la temporada 2007-2008 se aprobó el aumento del radio de giro hasta los 27 metros para hombres y 23 para mujeres. Y en la temporada 2012-2013 las medidas han vuelto a cambiar, actualmente los esquís deben tener un radio de 35 metros para las mujeres y 40 metros para los hombres.
El eslalon gigante en la copa del mundo:
El eslalon gigante más prestigioso de la copa del mundo masculina es el que se celebra en la estación italiana de Alta Badia.

### Eslalon
En esta categoría el recorrido es más corto que en todas las demás, pero el número de puertas es mayor (entre 55 y 75) y la distancia entre ellas entre 75 cm y 15 metros, siendo estas puertas un simple palo, en vez de dos palos como en las otras modalidades. Esta disciplina necesita una habilidad mayor, pues los giros son más cerrados y complicados que en las otras, en las que la velocidad es mucho mayor, al ser giros más abiertos. La forma de decidir el ganador es idéntica al Gran eslalon, dos mangas con diferentes trazados y gana aquel cuya suma de ambos tiempos sea menor.
Equipamiento:
Las curvas en eslalon son muy pequeñas, por esto los esquiadores para hacer menos recorrido e ir más rápido tocan las puertas. Para protegerse de las puertas los esquiadores llevan protecciones en las espinilleras en los palos y en el casco. En los años 1980 y 90 los esquiadores utilizaban esquís con longitudes entre 203 cm y 207 cm. La aparición de los esquís "carving" revolucionó las medidas de estos así como el estilo utilizado por los esquiadores que podían mejorar sus tiempos hasta en tres segundos por bajada. Las medidas reglamentarias actuales son 165 cm para hombres y 155 cm para mujeres. Este cambio se realizó en la temporada 2002.
El eslalon en la copa del mundo:
La prueba de eslalon más prestigiosa en el circuito de la copa del mundo masculina se celebra en Schladming (Austria) y es una prueba nocturna. Otros eslálones prestigiosos son los de Wengen (Suiza), Kitzbühel (Austria) y Kranjska Gora (Slovenia).

### Combinada
Es una prueba que consta de dos partes, una de Descenso y otra de Eslalon. Se realizan como si fuesen independientes pero a dos mangas y en el mismo día. El ganador de la prueba es aquel cuya suma de los dos mejores tiempos sea menor. Debido a la especialización de los esquiadores hay pocos competidores que puedan optar a ganar en esta disciplina, pues requiere un dominio de las especialidades de velocidad y también de las más técnicas.

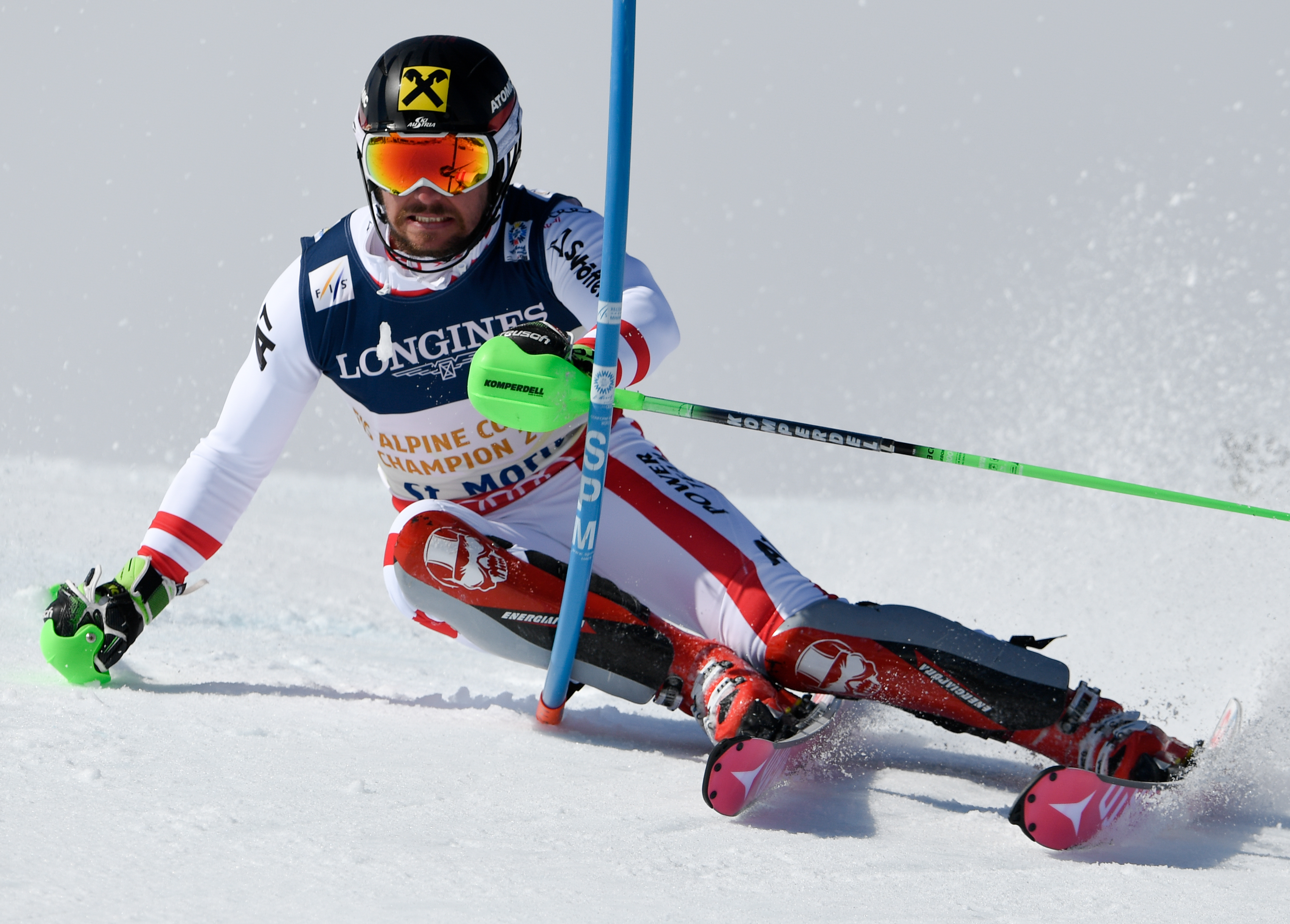
Marcel Hirscher compitiendo en la prueba combinada de los campeonatos del Mundo de Esquí de 2017 de la FIS.

### Súper Combinada
Es una prueba muy reciente en el calendario de la copa del mundo, y reemplazó a la combinada en los Juegos Olímpicos de 2010. Se trata de una prueba que combina un descenso (más corto de lo habitual) y una sola manga de Eslalon. Las dos mangas (bajadas) se realizan el mismo día y el ganador es el competidor que obtiene una suma de tiempos menor.

### Paralelo
Esta modalidad solo se suele practicar al final de una copa o liga, pero no es una especialidad muy practicada. Consiste en dos descensos simultáneos sobre un trazado más corto que un Eslalon. La distancia entre puertas esta a medio camino entre un Eslalon Gigante y un Eslalon. Es una modalidad muy vistosa porque se aprecia la lucha de ambos corredores por llegar antes a la meta; se realizan dos bajadas y el ganador es el que menos tiempo ha tardado,es decir, el que cruza la meta con anterioridad. Pero son poco usuales.

## Clasificaciones de pistas de esquí
En la mayoría de las estaciones de esquí, las pistas se clasifican según su dificultad comparativa para que los esquiadores puedan seleccionar las rutas adecuadas. Los esquemas de calificación en todo el mundo están relacionados, aunque con importantes variaciones regionales. Una pista para principiantes en una montaña grande puede ser más bien una pista de nivel intermedio en una montaña más pequeña.

Sistema europeo de clasificación de pistas (azul, roja, negra)

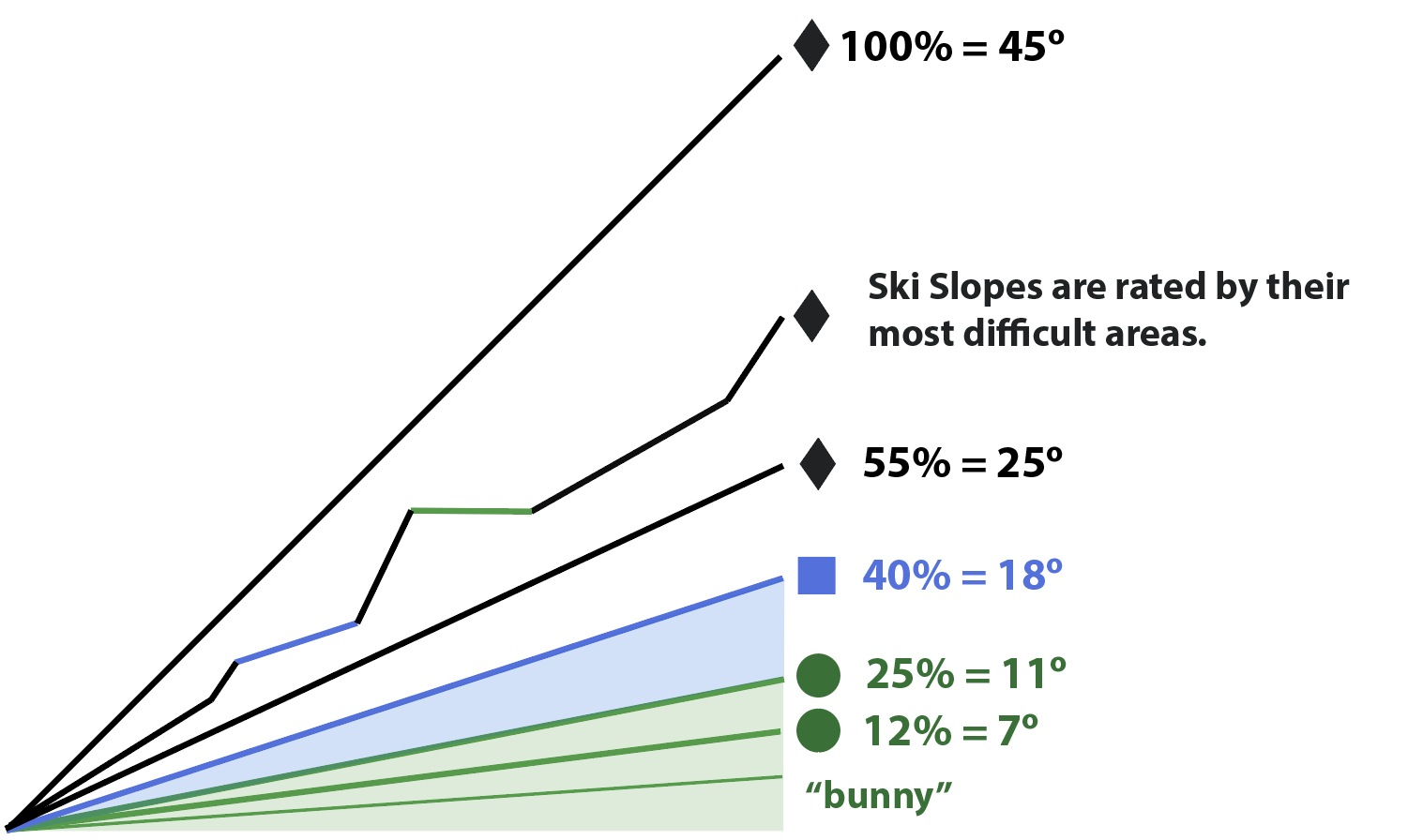
Diagrama que visualiza los ángulos de las pistas de esquí.Las pistas de esquí se miden en porcentaje de pendiente, no en grados de ángulo. (América del norte)

Aunque la pendiente de la pendiente es la consideración principal al asignar una calificación de dificultad de un pista, entran en juego otros factores. Una pista se calificará según su parte más difícil, incluso si el resto de la pista es fácil. Las estaciones de esquí asignan calificaciones a sus propias pistas, calificándolos solo en comparación con otras pistas en esa estación. También se consideran el ancho de la pista, las curvas más cerradas, la rugosidad del terreno y si la estación arregla la pista con regularidad.
En Estados Unidos y Canadá, hay cuatro símbolos de clasificación: Fácil (círculo verde), Intermedio (cuadrado azul), Difícil (diamante negro) y Sólo expertos (doble diamante negro). La dificultad de las pistas de esquí se mide en porcentaje de pendiente, no en porcentaje. grado del ángulo. Una pendiente del 100% es un ángulo de 45 grados. En general, las pendientes para principiantes (círculo verde) oscilan entre el 6% y el 25%. Las pendientes intermedias (cuadrado azul) se encuentran entre el 25% y el 40%. Las pistas difíciles (diamante negro) son del 40% en adelante.

## Aspectos de seguridad
En 2014, se trataron por ejemplo en EE. UU. más de 114 000 lesiones relacionadas con el esquí alpino en hospitales, consultorios médicos y salas de emergencia.. Los tipos más comunes de lesiones al esquiar son las de rodilla, cabeza, cuello y hombros, manos y espalda. Los cascos de esquí son muy recomendados tanto por los profesionales como por los médicos. Las lesiones en la cabeza causadas al esquiar pueden provocar la muerte o daño cerebral permanente. En el esquí alpino, por cada 1000 personas que esquían al día, una media de dos a cuatro necesitarán atención médica. La mayoría de los accidentes son el resultado de un error del usuario que provoca una caída aislada. Aprender a caer de forma correcta y segura puede reducir el riesgo de lesiones.

## Consumo de calorías
Según un estudio de la Facultad de Medicina de Harvard de 2004, el ejercicio del esquí alpino quema entre 360 y 532 calorías por hora.

## Practicantes y lugares donde se practica

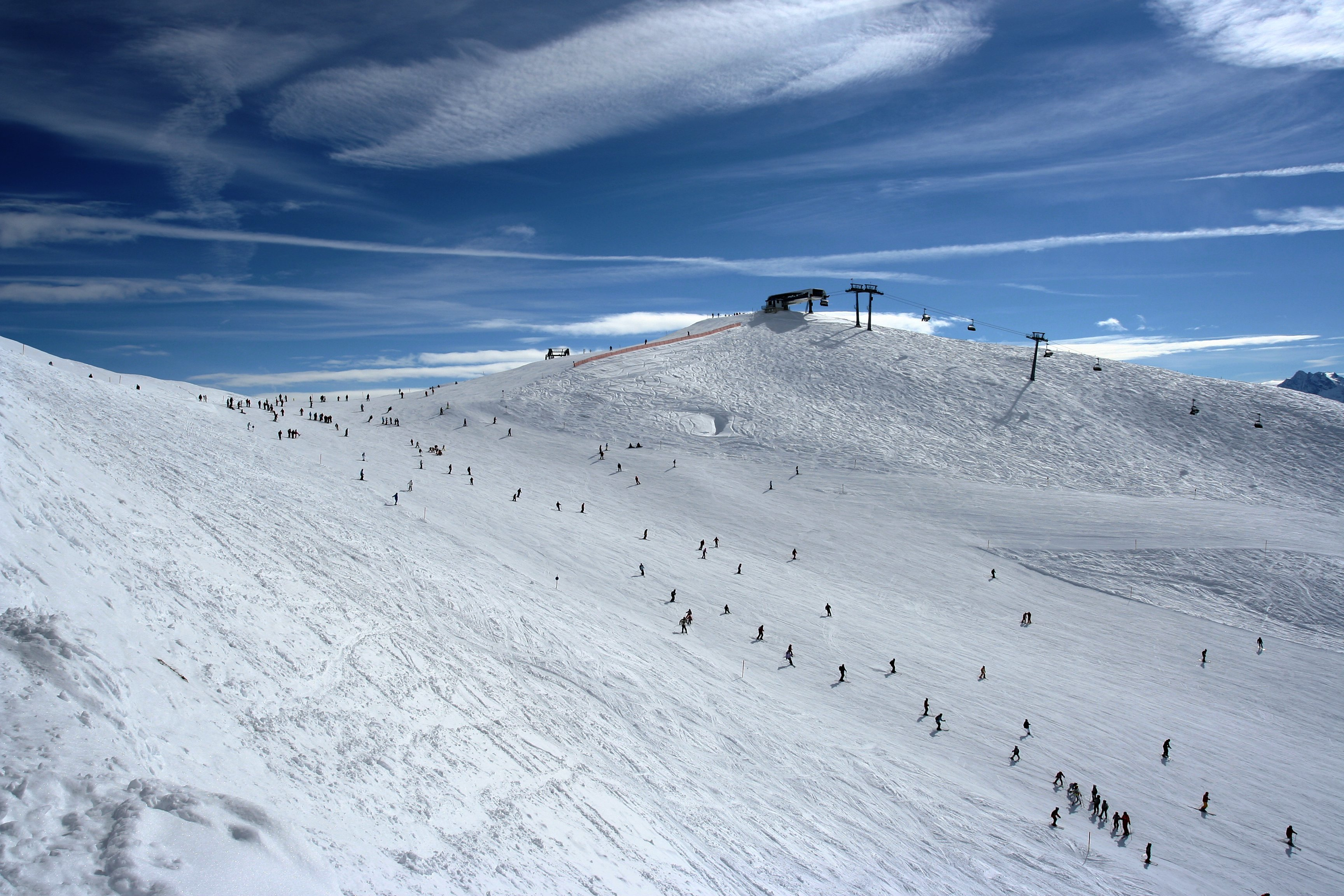
Pista de esquí alpino en el valle de Zillertal, Austria.

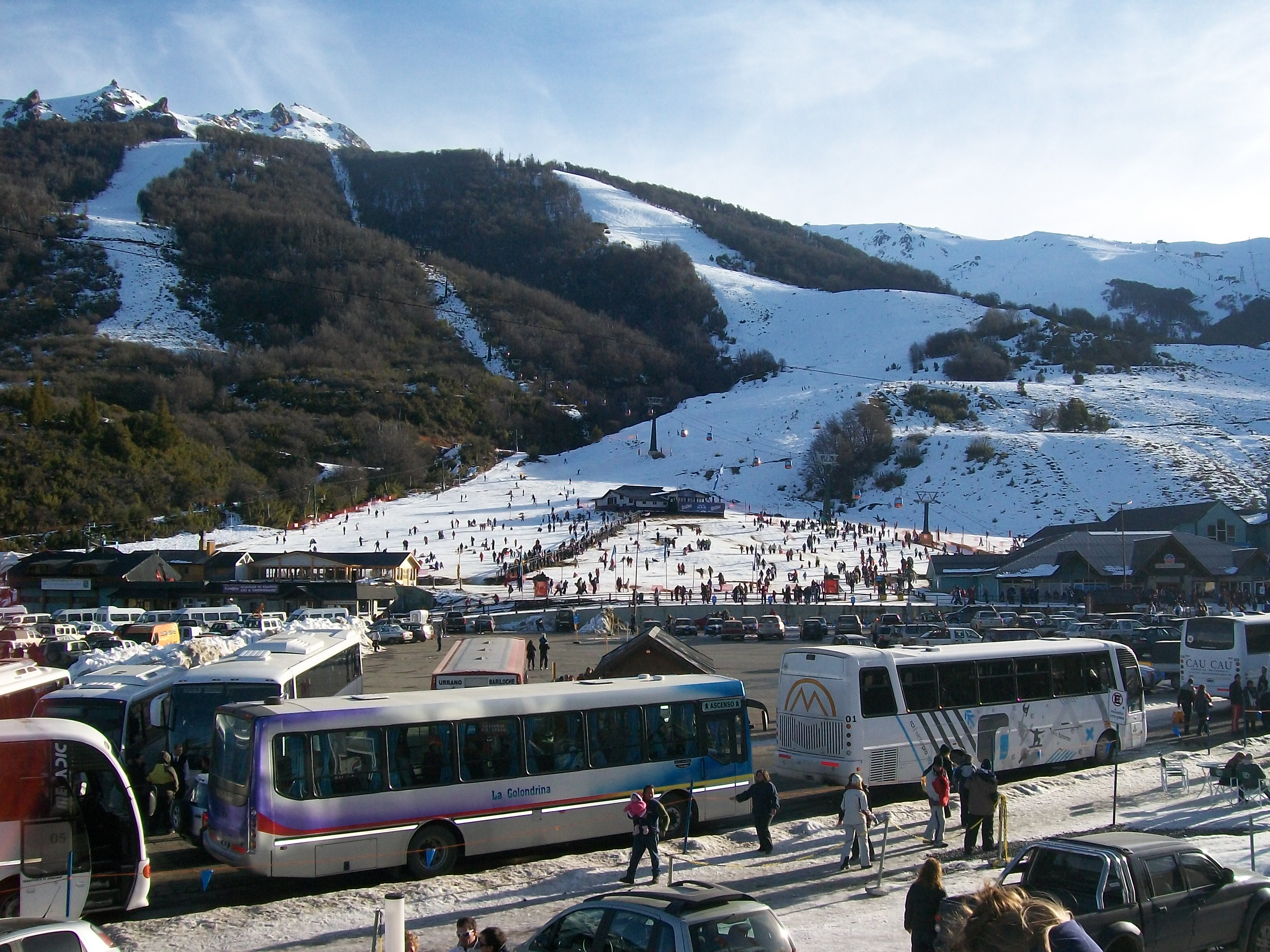
Pistas de esquí alpino en San Carlos de Bariloche (Argentina).

En 2023, se estimaba que había 55 millones de personas en todo el mundo practicando esquí alpino. El número estimado de esquiadores que practicaban esquí alpino, de fondo y deportes de nieve relacionados ascendía a 30 millones en Europa, 20 millones en América del Norte y 14 millones en Japón. Según se informa, en 1996 había 4.500 zonas de esquí o estaciones, que operaban 26.000 remontes. La región predominante para el esquí alpino era Europa, seguida de Japón y Estados Unidos.